# Miasto Dugo Selo
Miasto Dugo Selo (chorw. Grad Dugo Selo) – jednostka administracyjna w Chorwacji, w żupanii zagrzebskiej. W 2011 roku liczyła 17 466 mieszkańców.